# Breakthrough (película)
Breakthrough es una película estadounidense de drama de 2019 dirigida por Roxann Dawson. Fue escrita por Grant Nieporte y se basa en la novela cristiana The Impossible, un relato de hechos reales escrita por Joyce Smith con Ginger Kolbaba. Es protagonizada por Chrissy Metz, Josh Lucas, Topher Grace, Mike Colter, Marcel Ruiz, Sam Trammell y Dennis Haysbert y cuenta con un cameo del artista contemporáneo Phil Wickham. El jugador de baloncesto Stephen Curry es productor ejecutivo.
Breakthrough fue estrenada el 17 de abril de 2019 en Estados  Unidos y es la primera película de 20th Century Fox en ser distribuida por Walt Disney Studios Motion Pictures luego de la adquisición del estudio por parte de The Walt Disney Company.

## Argumento
John Smith (Ruiz) es un niño guatemalteco de 14 años criado en Lake St. Louis, Misuri por sus padres adoptivos, Brian (Lucas) y Joyce Smith (Metz). Aunque son amorosos y solidarios, John lucha con sentimientos de abandono de sus padres biológicos y se rebela contra sus padres y maestros.
En la escuela, a la clase de John se le asigna una presentación sobre sus antecedentes familiares. En su día para presentar, John admite que no hizo la tarea. Su entrenador de baloncesto, que le había prometido una posición inicial, le advierte a John que si obtiene una calificación reprobatoria, será enviado a la banca. Más tarde, John hace una presentación poco entusiasta, diciendo que todos ya saben que es adoptado y que él no sabe mucho sobre su verdadero pasado.
Más tarde, John y sus amigos Josh y Reiger salen a un lago helado, ignorando la advertencia de un vecino. El residente llama a la policía y los tres niños caen por el hielo. Josh y Reiger logran nadar a la superficie y son rescatados por los socorristas. Dos rescatistas se zambullen, pero no pueden encontrar a John. Cuando están a punto de rendirse, uno de los rescatistas, Tommy Shine (Colter), escucha una voz que le dice que regrese. Pensando que es su jefe, lo intenta de nuevo y logra levantar a John a la superficie.
Sin pulso ni respiración, John es llevado al hospital local, donde un equipo de emergencia trabaja frenéticamente para salvar su vida. Después de que John todavía no puede registrar el pulso, el médico tratante, el Dr. Sutterer, le da a Joyce la oportunidad de despedirse. Joyce llora acunando a su hijo en sus brazos, rogándole al Espíritu Santo que no deje morir a John, momento en el que se registra un leve pulso. El Dr. Sutterer recomienda transferir a John a un hospital mejor equipado, citando al Dr. Garrett (Haysbert) como experto en casos como el de John.
Después de que John es transferido y colocado en un coma inducido médicamente, Garrett advierte a sus padres que tiene pocas esperanzas para la recuperación de John, y que si lograra salir adelante, probablemente viviría en un estado vegetativo persistente. Jason Noble (Grace), el nuevo pastor liberal de la familia con quien Joyce se ha enfrentado con frecuencia, visita el hospital, y Joyce se encariña lentamente con él. Al igual que Joyce, considera el progreso de John como una intervención divina. John muestra algunos signos de conciencia: puede escuchar a Joyce y Noble y responder con un apretón en la mano, y una lágrima brota de su ojo cuando una multitud se reúne para cantar y rezar por su recuperación.
Joyce convierte la posible recuperación de John en una obsesión, acosando a sus profesionales de la salud y alienando a quienes la rodean, incluido su esposo. En un momento acalorado, Joyce le dice a Brian que si no fuera por ella, John estaría muerto. Después de una breve y dolorosa refutación, Brian se va. Al darse cuenta de que no puede controlar el resultado de John, Joyce se retira al techo del hospital para orar, pidiendo perdón a Dios y sometiéndose a su voluntad. Comienza a nevar, lo que ella cree que es una respuesta. Ella y Brian se reúnen con Garrett, quien les dice que las drogas que han estado administrando se están volviendo tóxicas para el sistema de John y pueden estar haciendo más daño que bien. Joyce, que había insistido en salvar la vida de John a toda costa, sugiere suspender el tratamiento y sacarlo del coma, afirmando que está lista para lo que sea que le depare el destino.
John revive y lentamente recupera la conciencia, reviviendo su accidente. Oye la voz de su madre y abre los ojos, con plena capacidad cognitiva. Unos días después, es dado de alta del hospital y regresa a la escuela.
El regreso de John, aunque acogido con beneplácito por muchos, se encuentra con cierto resentimiento por parte de otros, quienes cuestionan por qué John se salvó de la muerte de sus seres queridos. Esto pesa en la mente de John, y él regresa al lago, donde ve a Tommy Shine, y le agradece por salvarle la vida. Tommy admite que no creyó en Dios hasta después de una serie de eventos prolongados desde el accidente de John, y todo lo que hizo fue sacar a John del agua.
John reconcilia su supervivencia con un renovado sentido de propósito en su vida y reconstruye sus relaciones con los que había estado alienando. Un epílogo revela que John está siguiendo una carrera en el ministerio después de graduarse de la escuela secundaria.

## Reparto
- Chrissy Metz: Joyce Smith
- Marcel Ruiz: John Smith
- Topher Grace: Pastor Jason Noble
- Dennis Haysbert: Doctor Garrett
- Lisa Durupt: Paula Noble
- Josh Lucas: Brian Smith
- Mike Colter: Tommy Shine
- Rebecca Staab: Cindy Reiger
- Sam Trammell: Dr. Kent Sutterer
- Ali Skovbye: Emma
- Víctor Zinck Jr.: Joe Morrow
- Kristen Harris: Kay Quinn[3]

## Producción
La película se rodó en Manitoba de marzo a mayo de 2018. Los lugares para el rodaje de 31 días incluyeron Winnipeg, Selkirk y Portage la Prairie.

## Estreno
La película fue estrenada el 17 de abril de 2019, por 20th Century Fox a manos de Walt Disney Studios Motion Pictures.

### Curiosidades
- Esta es la primera película de 20th Century Fox distribuida por Walt Disney Studios Motion Pictures, a pesar de que el texto de créditos "Distribuido por Walt Disney Studios Motion Pictures" no aparece en los créditos finales (debido a que la película se terminó antes de la fusión completada)

- Debido al lanzamiento de Penguins de Disneynature, se marca la primera vez que Disney estrena en cines dos películas el mismo día desde la doble función en 3-D de Toy Story y Toy Story 2 en 2009. (Además de la adquisición de Disney de 21st Century Fox (incluyendo 20th Century Fox) y al ajuste en el calendario que se tuvo que hacer, también es la última vez en que una película de Disney y una película de 20th Century Fox son estrenadas en cines el mismo día).

## Recepción
Breakthrough recibió reseñas mixtas de parte de la crítica. En el sitio web especializado Rotten Tomatoes, la película posee una aprobación de 62%, basada en 65 reseñas, con una calificación de 5.6/10 y con un consenso crítico que dice: "Al igual que su personaje principal, Breakthrough se enfoca ferozmente en la fe, pero sus elementos menos sutiles se equilibran con actuaciones sólidas y una historia edificante". De parte de la audiencia tiene una aprobación de 79%, basada en más de 1000 votos, con una calificación de 4.0/5.
El sitio web Metacritic le dio a la película una puntuación de 46 de 100, basada en 17 reseñas, indicando "reseñas mixtas". Las audiencias encuestadas por CinemaScore le otorgaron a la película una "A" en una escala de A+ a F, mientras que en el sitio IMDb los usuarios le asignaron una calificación de 6.2/10, sobre la base de 10 099 votos. En la página web FilmAffinity la cinta posee una calificación de 4.9/10, basada en 339 votos.

## Premios
En 2019, la película ganó un Dove Award, en la categoría Película inspiradora del año.